# Ashfaq Kayani

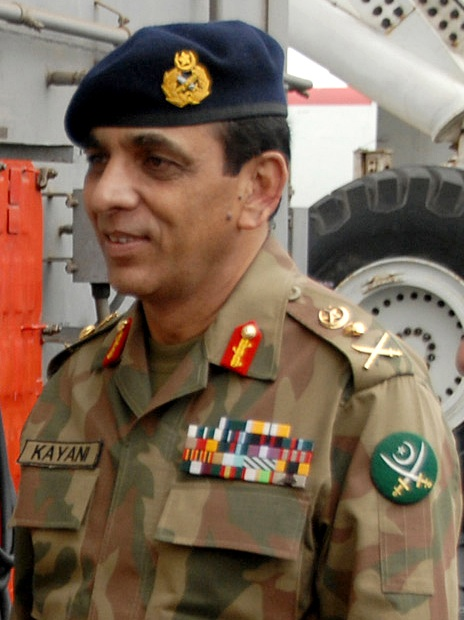
Ashfaq Kayani

Ashfaq Parvez Kayani, ook gespeld als Ashfaq Pervez Kiani/Kiyani (Urdu: جنرل اشفاق پرویز کیانی) (Jhelum (Punjab), april 1952) is een Pakistaanse generaal.
Sinds 28 november 2007 staat hij aan het hoofd van de generale staf en vervangt hiermee president Pervez Musharraf, die onder grote internationale druk (vooral van bondgenoot de Verenigde Staten) de functie van stafchef heeft neergelegd.
Kayani heeft sinds zijn indiensttreding in 1971 diverse militaire functies vervuld. Hij was onder meer hoofd van de Pakistaanse militaire inlichtingendienst en hoofd militaire operaties.
Kayani geldt als apolitiek en prowesters.